# 桂次郎坊
桂 次郎坊（かつら じろうぼう、生没年不詳・明治中期から昭和初期）は、上方噺家・軽口師。本名: 不詳。
最初は落語家だったというが詳細不明。明治末期に3代目桂文三の門に入り次郎坊を名乗った。
桂派に属し桂太郎坊と組んで軽口を演じ人気者になった。大正に入り失明したが相方を桂右郎坊（後の桂花咲）に変えた。踊りも得意であった。大正の末期にはラジオに出たり、SPレコードの吹込みなどを行なっている。「伊勢土産」が残されている。
その後消息は不明、享年なども判っていない。
3代目林家染丸は子供の頃に一時期弟子で駒坊の名前を貰っている。